# Les Boucles du Sud Ardèche 2011
Les Boucles du Sud Ardèche 2011, undicesima edizione della corsa e valida come evento dell'UCI Europe Tour 2011 categoria 1.1, si svolse il 27 febbraio 2011 su un percorso di 199,5 km. Fu vinta dal francese Arthur Vichot che giunse al traguardo con il tempo di 5h25'12".
Giunsero all'arrivo 73 dei ciclisti partenti.

## Squadre e corridori partecipanti
| N.    | Cod. | Squadra                     |
| ----- | ---- | --------------------------- |
| 1-8   | ALM  | AG2R La Mondiale            |
| 11-18 | LEO  | Team Leopard-Trek           |
| 21-28 | FDJ  | FDJ                         |
| 31-38 | EUC  | Team Europcar               |
| 41-48 | COF  | Cofidis, le Crédit en Ligne |
| 51-58 | SAU  | Saur-Sojasun                |
| 61-68 | BSC  | Bretagne-Schuller           |
| 71-78 | SKS  | Skil-Shimano                |

| N.      | Cod. | Squadra                        |
| ------- | ---- | ------------------------------ |
| 81-88   | CJR  | Caja Rural                     |
| 91-98   | CSM  | Team SpiderTech powered by C10 |
| 101-108 | AUB  | BigMat-Auber 93                |
| 111-118 | LPM  | Vélo Club La Pomme Marseille   |
| 121-128 | GLU  | Glud & Marstrand-LRØ           |
| 131-138 | CCD  | Team Differdange-Magic-SportF. |
| 141-148 | ARH  | Atlas Personal                 |

## Ordine d'arrivo (Top 10)
| Pos. | Corridore          | Squadra      | Tempo    |
| ---- | ------------------ | ------------ | -------- |
| 1    | Arthur Vichot      | FDJ          | 5h25'12" |
| 2    | Thierry Hupond     | Skil-Shimano | s.t.     |
| 3    | Cyril Gautier      | Europcar     | s.t.     |
| 4    | Laurent Mangel     | Saur-Sojasun | s.t.     |
| 5    | Romain Hardy       | Bretagne     | s.t.     |
| 6    | Fabian Wegmann     | Leopard-Trek | s.t.     |
| 7    | Pierre Rolland     | Europcar     | s.t.     |
| 8    | Yohan Cauquil      | VC La Pomme  | s.t.     |
| 9    | Fabrice Jeandesboz | Saur-Sojasun | s.t.     |
| 10   | Pierrick Fédrigo   | FDJ          | s.t.     |